# Bendfeld
Bendfeld er en by og en kommune i det nordlige Tyskland, beliggende i Amt Probstei i den nordlige del af Kreis Plön. Kreis Plön ligger i den østlige/centrale del af delstaten Slesvig-Holsten.

## Geografi
Bendfeld ligger omkring 4 km sydøst for Schönberg og 4 km syd for Østersøen. Kommunen grænser til godserne Schmoel, Neuhaus og Salzau. Bendfeld ligger ca. 21 km fra Kiel.